# شاتو دو مونتريشار

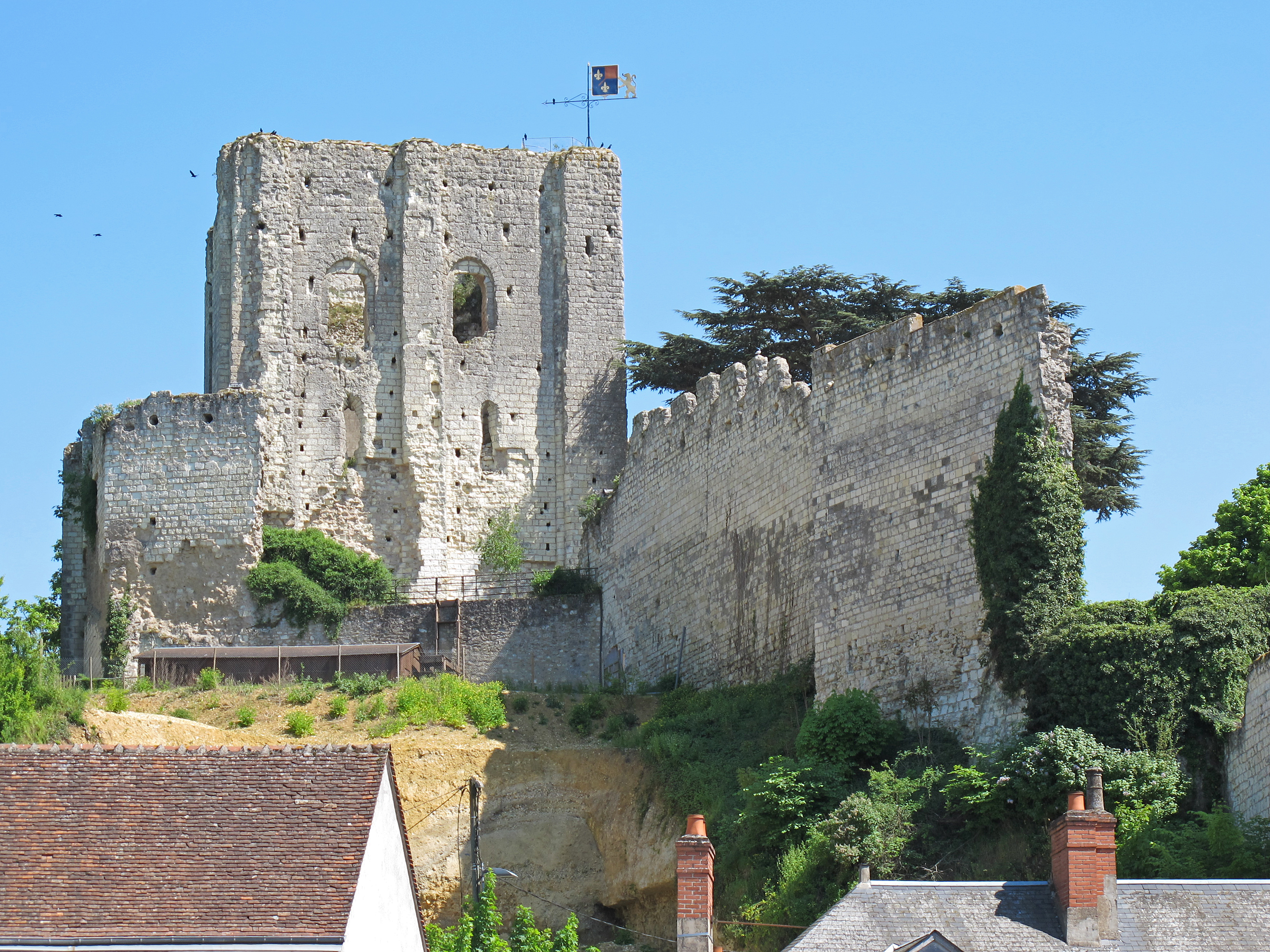
شاتو دو مونتريشار، الجانب الغربي

شاتو دو مونتريشار هي قلعة مدمرة من القرن الحادي عشر والتي تقع في قلب بلديات فرنسا في لوار وشير (إقليم فرنسي) وقد تم أدرج القلعة منذ 1877 باعتبارها نصب تأريخي من قبل وزارة الثقافة الفرنسية.
تم بناء القلعة بواسطة فاوكلس نيرا وهو كونت مدينة أنجيو، ومن ثم أعيد بناؤها في القرن الثاني عشر، وفي العام 1589 أمر هنري الرابع ملك فرنسا باإعادة تفكيك القلعة. من الجزء العلوي تمتلك القلعة منظر رائع يتيح للزوار رؤية جيدة لمدينة مونتريشار ووادي تشاد.